# Špičky (przystanek kolejowy)
Špičky – przystanek kolejowy w miejscowości Špičky, w kraju ołomunieckim, w Czechach. Znajduje się na wysokości 260 m n.p.m.
Na przystanku nie ma możliwości zakupu biletów, a obsługa podróżnych odbywa się w pociągu. 